# What This Town Needs
Albums de Blanche
If We Can't Trust the Doctors...
(2004) Little Amber Bottles
(2007)
What This Town Needs est le second album (EP) du groupe de folk-country-rock américain Blanche sorti le 6 décembre 2006 sur le label V2 Ada.

## Litre des titres de l'album
| No | Titre                       | Durée |
| -- | --------------------------- | ----- |
| 1. | What This Town Needs        | 3:18" |
| 2. | Chilf of the Moon           | 3:45" |
| 3. | Scar Beneath the Skin       | 5:32" |
| 4. | Never Again                 | 3:24" |
| 5. | Someday...                  | 4:01" |
| 6. | Vidéo : So Long Cruel World |       |

## Musiciens
- Dan John Miller : guitares, chant
- Tracee Mae Miller : basse, chant, percussions
- Lisa Jaybird Jannon : batterie, guitare acoustique
- Little Jack Lawrence : banjo, mandoline, chant, basse
- Feeny : pédale steel, dobro, organum, piano
- Patch Boyle : banjo
- Peter Stopschinski : violon, violoncelle